# تأقلم (أعصاب)
التأقلم هو العملية التي يفشل فيها الجهاز العصبي في الاستجابة لمحفز، نتيجة التحفيز المتكرر للانتقال عبر المشبك العصبي. يُعتقد أن التأقلم يحدث عندما ينفد المقبض التشابكي للخلية العصبية قبل المشبكي من الحويصلات التي تحتوي على ناقلات عصبية بسبب الإفراط في الاستخدام خلال فترة قصيرة من الزمن. يقال إن المشبك العصبي الذي خضع للتأقلم مرهق. 